# Costin Curelea
Costin Curelea (ur. 11 lipca 1984 w Bukareszcie) – rumuński piłkarz, grający na pozycji napastnika, reprezentant Rumunii. Od 2013 roku jest zawodnikiem rumuńskiego klubu CSU Krajowa.

## Kariera klubowa
Curelea od początku kariery aż do końca 2012 roku występował w klubie Sportul Studențesc. Na początku 2013 roku przeniósł się do białoruskiego klubu Dynama Mińsk, po zaledwie kilku miesiącach, latem 2013 roku powrócił do Rumunii i trafił do CSU Krajowa.

## Kariera reprezentacyjna
W reprezentacji Rumunii zadebiutował 10 sierpnia 2011 roku w towarzyskim meczu przeciwko San Marino. Na boisku przebywał do 83 minuty meczu.
| Mecze i gole w reprezentacji | Mecze i gole w reprezentacji | Mecze i gole w reprezentacji | Mecze i gole w reprezentacji | Mecze i gole w reprezentacji | Mecze i gole w reprezentacji | Mecze i gole w reprezentacji |
| #                            | Data                         | Stadion                      | Rywal                        | Wynik                        | Gol                          | Rozgrywki                    |
| 2011                         | 2011                         | 2011                         | 2011                         | 2011                         | 2011                         | 2011                         |
| ---------------------------- | ---------------------------- | ---------------------------- | ---------------------------- | ---------------------------- | ---------------------------- | ---------------------------- |
| 1.                           | 10.08.2011                   | Serravalle, San Marino       | San Marino                   | 1:0                          | 0                            | towarzyski                   |